# Église Saint-Prix-et-Saint-Cot de Saint-Bris-le-Vineux
L'église Saint-Prix-et-Saint-Cot de Saint-Bris-le-Vineux est une église située à Saint-Bris-le-Vineux, dans le département français de l'Yonne, en France. Elle fait l'objet d'un classement aux monuments historiques depuis 1904.

## Historique
Les origines de l'église remontent au Ve siècle, lorsque saint Germain, évêque d’Auxerre, découvre la sépulture de saint Prix et de saint Cot et fait édifier une chapelle à cet endroit.
L’église actuelle, construite du XIIe au XVe siècle, a été embellie à la Renaissance. Les douze vitraux du XVIe siècle qui retracent la vie de saint Prix et saint Cot ont été créés par les artistes de la cathédrale Saint-Étienne d'Auxerre.
L'édifice est classé au titre des monuments historiques en 1904.

## Description
L'église constitue un ensemble exceptionnel. Le sarcophage de saint Prix était encore au XIXe siècle l'objet d'une curieuse pratique : les mères de famille y couchaient leur enfant malade en vue d'obtenir leur guérison. La chapelle qui abrite ce sarcophage était servie par un chapelain seigneurial.
La façade, très sobre, présente un portail en plein cintre et deux portes en bois sculpté. Le portail latéral nord, dit Porte des Initiés, présente des arcatures en accolade et des figurines en bois sculpté. Le clocher du XIIIe siècle est une grosse tour carrée flanquée d’une tourelle octogonale dont la partie haute est richement décorée.
La nef gothique, voûtée sur croisées d’ogives, est terminée par un chœur Renaissance. Le bas-côté nord présente de nombreuses clefs de voûte, des vitraux en grisaille et des plafonds à caissons finement sculptés, tous différents.
L'église comprend également une série de chapelles particulières édifiées vers 1500, dont par exemple la chapelle fondée par Jehan Regnauldin et son épouse en 1502. Ces chapelles sont dotées de vitraux de l'époque. 

À gauche en entrant par la grand-porte, on trouve successivement la chapelle Saint-Christophe (famille Soufflot) et la chapelle Saint-Michel et de la Vierge (famille Petit Dumesnil) ; puis après le portail latéral se succèdent celles de Saint-Paul, Saint-Roch, Saint-Philibert et Saint-François, et Saint-Jean-Baptiste. 

À droite en entrant par la grand-porte, on trouvee les chapelles Saint-Joseph, Sainte-Reine, Saint-Hubert (Regnauldin), Saint-Edme, et derrière le pilier le tombeau de saint Cot.
Près du chœur un arbre de Jessé, daté de 1500, est peint sur un gros pilier. Le sol fourmille de plaques tombales de pierre. Les orgues du XVIIe siècle proviennent en réalité d'une église paroissiale d'Auxerre.
Le cimetière entourait l'église au nord et à l'ouest. Il abritait une chapelle.
Hors les murs, la chapelle Saint-Laurent relevait des moines de Pontigny.

## Cloches
La grosse cloche est baptisée le 23 septembre 1766.